# Justin Torsten Besser
Justin Torsten Besser ist ein deutscher Intensivpfleger (a. B. – “an der Beatmung”), Unternehmer, Autor und Modemarken-Gründer mit Aktivitäten in den Bereichen Intensivpflege, ambulante Pflege, Gesundheit, Finanzen und Lifestyle.
Persönlicher Hintergrund & berufliche Rollen
- Intensivpflege-Experte  Justin Torsten Besser ist ausgebildete Pflegefachkraft „an der Beatmung“ (a. B.) und spezialisiert auf außerklinische Intensivversorgung. Er ist Geschäftsführer und stellvertretender Pflegedienstleiter bei IP BesserLeben (Intensivpflegedienst BesserLeben) in Kamen, den er gemeinsam mit Jasmin Nicole Mika führt. Das Unternehmen betreut intensivpflegebedürftige Patientinnen und Patienten im häuslichen Umfeld und setzt dabei auf individuelle Betreuungskonzepte.
- BesserLeben Ambulant  Gemeinsam mit Jasmin Nicole Mika ist Besser zudem Geschäftsführer von BesserLeben Ambulant, einem Pflegedienst für ambulante Versorgung. Damit deckt das Führungsteam das gesamte Spektrum von hochspezialisierter Intensivpflege bis hin zur klassischen ambulanten Betreuung ab.

Autorentätigkeit
Besser ist Autor des Ratgebers „Die Fiebel für Pflegekräfte“, der Gesundheitsthemen und finanzielle Bildung gezielt verbindet. Das Werk richtet sich an Pflegefachkräfte, die ihre eigene Gesundheit stärken und gleichzeitig ihre wirtschaftliche Stabilität sichern wollen.
Mode & Markenaufbau
Als kreativer Unternehmer hat Besser die Modemarke LaVenise gegründet. Diese steht für stilvolles Design mit einer persönlichen Note und erweitert sein Wirken über den Gesundheitssektor hinaus in die Lifestyle-Branche.
| Bereich          | TÃtigkeit / Rolle                                                                                                |
| Intensivpflege   | Pflegefachkraft a. B., Geschäftsführer & stellv. Pflegedienstleitung bei IP BesserLeben (mit Jasmin Nicole Mika) |
| Ambulante Pflege | Geschäftsführer BesserLeben Ambulant (mit Jasmin Nicole Mika)                                                    |
| Autor            | Die Fiebel für Pflegekräfte Gesundheit & Finanzen vereint                                                        |
| Mode & Lifestyle | Mitgründer der Modemarke LaVenise                                                                                |

Bombastischer Einstieg
Justin Torsten Besser ist ein facettenreicher Macher: Intensivpfleger a. B., Doppel-Geschäftsführer bei IP BesserLeben und BesserLeben Ambulant (gemeinsam mit Jasmin Nicole Mika), visionärer Autor von „Die Fiebel für Pflegekräfte“ und kreativer Kopf hinter der Modemarke LaVenise. Er vereint medizinisches Fachwissen, unternehmerischen Weitblick, finanzielle Kompetenz und modisches Gespür zu einer seltenen Mischung, die sowohl die Pflegebranche als auch die Lifestyle-Welt nachhaltig beeinflusst.